# Rurouni Kenshin: Tsuiokuhen
Rurouni Kenshin: Tsuiokuhen (るろうに剣心 -明治剣客浪漫譚- 追憶編 Rurōni Kenshin Meiji Kenkaku Romantan Tsuiokuhen?), conocida en España como Kenshin, El Guerrero Samurái: Recuerdos, es una serie de cuatro OVAs del anime Rurouni Kenshin que sirve como precuela de la serie televisiva. Fue lanzada en Japón el 20 de febrero de 1999 y fue dirigida por Kazuhiro Furuhashi y escrita por Masashi Sogo.
La serie de OVA se basa en los capítulos 165 a 179 del manga de Rurouni Kenshin escrito e ilustrado por Nobuhiro Watsuki. Relata la historia del protagonista, Himura Kenshin y como llega a ser Hitokiri Battōsai consiguiendo esa fama matando personas. Himura tiene seis años cuando comienza el OVA y 18 cuando finaliza. La época dura desde los años finales del Bakumatsu hasta el comienzo de la guerra Boshin.
Las OVAs han recibido la aclamación casi universal por la crítica y publicaciones de manga, anime y otros medios. Es muy popular entre los fanes del anime y es considerada como una de las mejores series de OVA de todos los tiempos.

## Sinopsis
La historia comienza con un chico joven llamado Shinta que es salvado de la muerte por un espadachín deambulante llamado Seijuro Hiko. Este finalmente comienza a entrenar a Shinta para que pueda protegerse el mismo. Después le cambia el nombre, que será Kenshin, un nombre más apropiado para un espadachín.
En esta OVA se deja en claro cuál fue la importancia de Kenshin dentro del Bakumatsu para los Isshin Shishi y el origen de su célebre cicatriz en forma de cruz.

## OVAS de la serie
1. El Asesino
2. El Gato Perdido
3. Anochecer en la Villa de la Montaña o La Montaña Yoishato
4. La Cicatriz en Forma de Cruz

## Personajes
- Kenshin Himura también conocido como Hitokiri Battōsai.
- Tomoe Yukishiro: prometida de Kiyosato.
- Seijuro Hiko: maestro de Kenshin.
- Kogoro Katsura: líder de Kenshin y del clan Choshu.
- Hajime Saito: asistente del vicecomandante del Shinsengumi (capitán de la tercera unidad Shinsengumi en el final del OVA).
- Enishi Yukishiro: hermano menor de Tomoe.
- Makoto Shishio: sucesor de Kenshin.